# Паук (река)
Пау́к — река в Туапсинском районе Краснодарском крае. Длина реки — 14,5 км. Площадь водосборного бассейна — 42 км².

## Течение
Берёт своё начало на западном склоне горы Мессажай. Высота истока — 300 м над уровнем моря. Паук — одна из двух основных рек города Туапсе. Благодаря ей и недалеко впадающей в море реке Туапсе приморская местность ещё в античности получила своё название (в переводе с адыгейского «две реки»).

## Бассейн
Притоки
- Каменная Щель
- Барсовая Щель